# Marino Faliero
Marino Faliero (1285 — 17 de abril de 1355) foi o 55.º Doge de Veneza, nomeado em 11 de Setembro de 1354. Ele foi por vezes referido como simplesmente Marin Falier (Em veneziano, em vez de padrão italiano). 

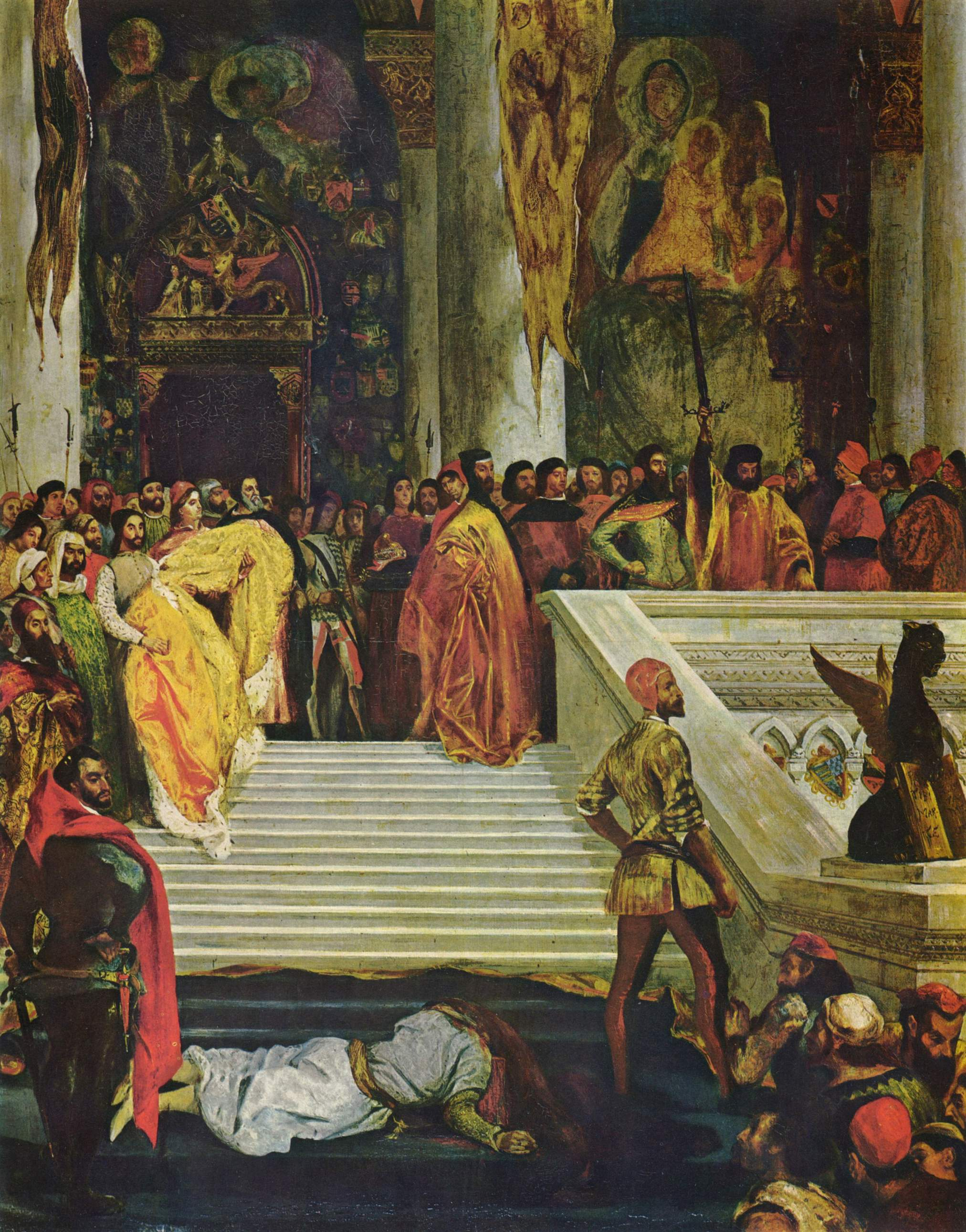
Execução de Faliero a mando do conselho por conspirar contra eles. Sua cabeça rolou escada abaixo e seu corpo foi deixado na escada para que quem passasse visse e tomasse como exemplo.

## História

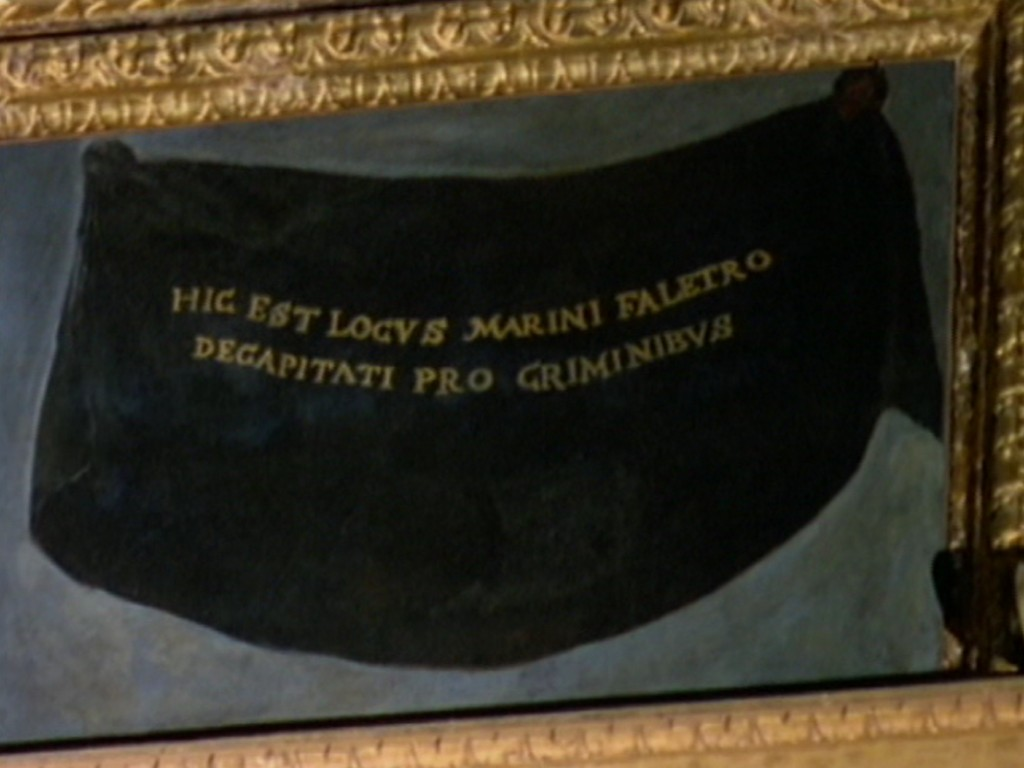
Local onde estaria o retrato de Marino Faliero na Galeria de Retratos dos Doges na Sala do Conselho Maior em Veneza, na Itália. A inscrição em Latim diz: Estaria neste local, Marino Faliero, decapitado por seus crimes.

Em 1354, pouco antes da morte de Andrea Dandolo, o conselho dos doges, constituído por até três mil aristocratas, se reuniu para escolherem um sucessor debatendo os aumentos do seu controle sobre os assuntos do Estado, muitos dos Doges se opuseram a questão de sucessão, mas somente um se manifestou. Em 11 de setembro de 1354, Veneza, coberta por uma névoa sinistra, acompanhou a ascensão de um novo Doge: Marino Faliero. Foi obrigado a renunciar parte de seus privilégios a mando do conselho. 

## Declínio
Depois disso sofreu uma humilhação ainda maior: um dos nobres escreveu um poema um pouco obsceno demais sobre sua mulher. Todos os aristocratas zombaram de sua desgraça. Então ele começou a arquitetar um golpe de Estado que convinha a assassinar a todos a sangue frio e proclamar-se príncipe de Veneza. Mas um rico mercador integrante do conselho de nome Beltramo Pellizzer(Notes and Documents relating to tree "Family of da Lezze"), descobriu sua trama e ele aprendeu que ninguém, nem ele próprio podia desafiar a supremacia do conselho. No final, Faliero perdeu o chapéu e a cabeça, pois seu corpo foi deixado no alto de uma escada fria de mármore. E dez suspeitos de conspirar com o plano de Faliero foram enforcados no alto da janela principal do Palácio dos Doges.

## Curiosidades
Na Sala do Conselho Maior, onde fica a galeria dos retratos dos Doges, o lugar onde estaria o retrato de Faliero, está coberto por uma tapeçaria preta que ainda pode ser admirada até os dias de hoje.

 
1. ↑  https://archive.org/details/notesdocumentsre00legg